# Yasna
Yasna (ordagrant "andakt", "firande") är det avestiska ordet för zoroastrismens främsta form av gudstjänst. Yasna är även namnet på religionens främsta liturgiska samling i Avesta.

## Gudstjänst
Yasna består av högläsning av Yasna-texterna och kulminerar i offrande till vattnet (apae zaothra). En normal yasna-ceremoni tar ca två timmar när den reciteras av en erfaren präst. Syftet med yasna är att stärka Ahura Mazdas goda ordning och skydda den mot Ahrimans destruktiva krafter.

## Texter
Yasna texterna består av 72 kapitel som författats av olika författare under olika århundraden. De äldsta texterna kallas Gatha ("Sånger") och omfattar fem sånger (uppdelade på 17 kapitel) som är författade av Zarathustra själv. Dessa texter är skriven på en arkaisk form av avestiska språket. I översättningar av Yasna-texterna är varje kapitel numrerat.

## Ordet yasna på modern persiska
Det moderna persiska ordet jashn i betydelsen "fest" härstammar från ordet yasna. 
Yasna är även ett persiskt kvinnonamn som förekommer i Iran och Afghanistan.